# Utricularia foliosa
Utricularia foliosa är en tätörtsväxtart som beskrevs av Carl von Linné. Utricularia foliosa ingår i släktet bläddror, och familjen tätörtsväxter. Inga underarter finns listade i Catalogue of Life.